# Staeffler Ridge
Staeffler Ridge ist ein langer Gebirgskamm westlich des Hanson Ridge im ostantarktischen Viktorialand, welcher den Unteren Victoria-Gletscher vom Greenwood Valley trennt.
Das Advisory Committee on Antarctic Names benannte ihn 1964 nach dem US-amerikanischen Topografieingenieur George R. Staeffler vom United States Geological Survey, der von 1960 bis 1961 auf der McMurdo-Station tätig war.